# 露清銀行

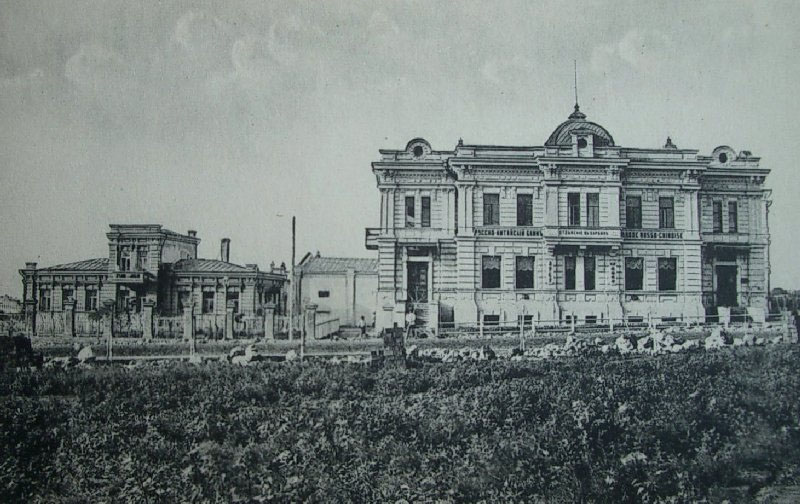
ハルビンの露清銀行の建物

露清銀行（ろしんぎんこう、ロシア語: Русско-Китайский банк、中国語: 華俄銀行）は、ロシア帝国の中国（清王朝）における権益を代表するために設立されたフランスの銀行。1895年12月、パリでロシア大使館により設立された。セルゲイ・ヴィッテの主導で、ペテルブルク国際銀行（Петербургский международный банк）頭取のAdolphe Rothstein と、パリバ取締役Edouard Noetzlin が提携した。日本で最初の支店を長崎に開いた。

## 概要
1894年に露仏同盟が締結された上、下関条約の賠償金を払うために清国が借款を募集した際、それを露仏銀行団が引受けた。これらを契機として設立された露清銀行は、目的を露清間商取引の決済やシベリア鉄道の完工などとした。
創業資本金は600万ルーブルである。そのうち5/8がオタンゲルなどのオートバンクとベルギーのソシエテ・ジェネラルによる出資で、3/8がディスコント・ゲゼルシャフトからロシア系銀行家を通して払い込まれたものである。パリバとクレディ・リヨネもフランス側出資団に参加した。上述の出資割合にかかわらず、露清銀行は定款で業務の相当部分にロシア蔵相の認可を必要とした。

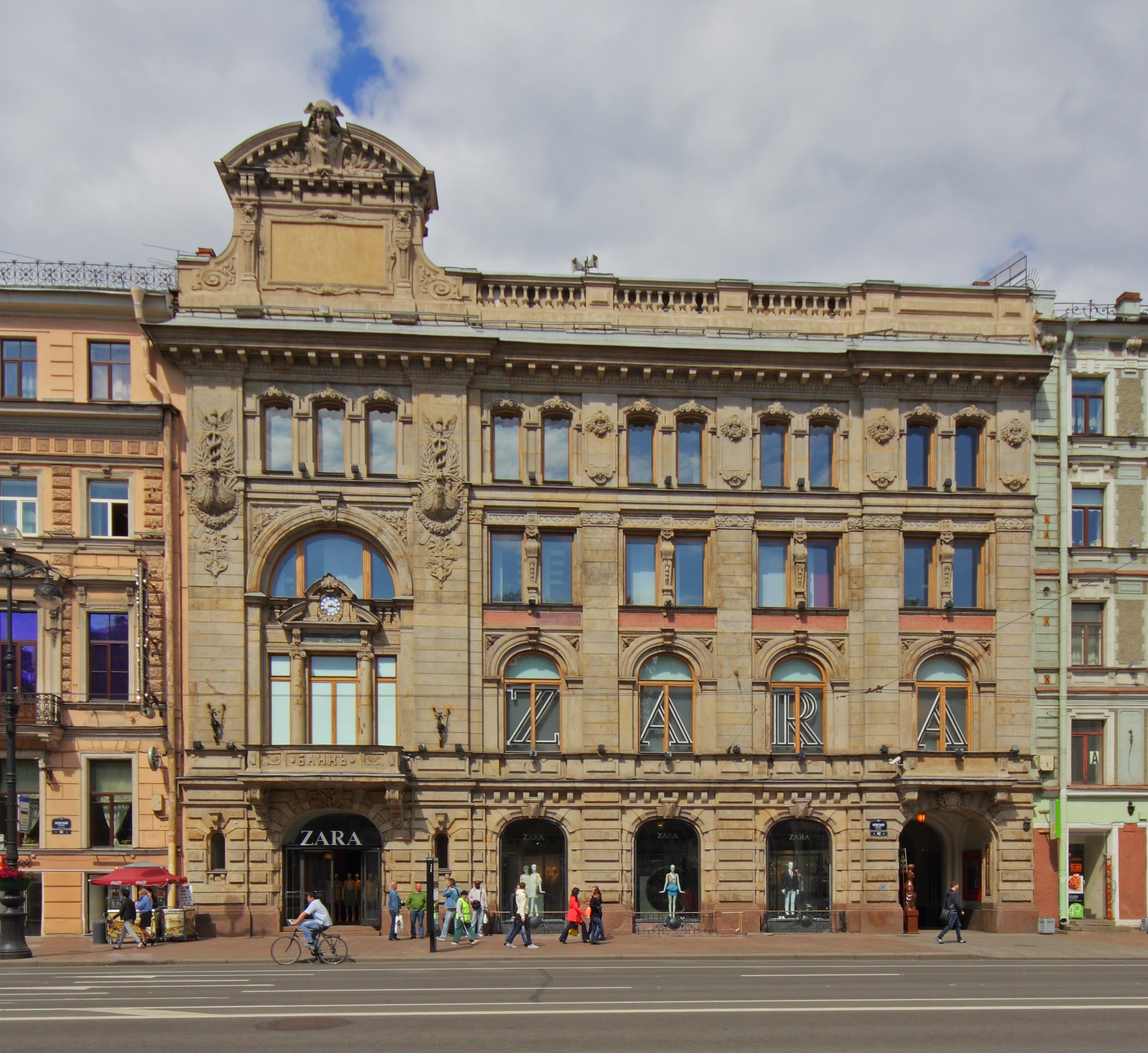
サンクトペテルブルクに現存する露清銀行ビル

1896年9月8日、許景澄とサンクトペテルブルクで東清鉄道の敷設に関する協約を結んだ。この鉄道会社には露清銀行が資本金500万ルーブルを全額出資、鉄道の建設を取り仕切ることになった。一方、清国は鉄道経営に参加するため500万庫平銀を露清銀行に出資、同年末に全額を払い込んだ。清が参加した後で、資本金は900万ルーブル、準備金28万ルーブル、総資産3882万ルーブル、支店は国内外に18ヶ所あった。露清銀行は1898年の京広線契約と敷設借款に関するベルギー資本や債権を預かり、清国の金融取引を担った。ベルギーの関係したためか、翌年末やっとフランス人取締役が任命された。
1898年6月、1万2000株の増資を決定、さらにそれをロシア帝国国立銀行が全て引受けた。1900年6月においてロシア勢は4割、フランス勢は2割の株式を保有した。このフランス勢からソシエテ・ジェネラルとクレディ・リヨネは脱落している。代わりに李鴻章やホープ商会に加え、ディスコント・ゲゼルシャフトなどのドイツ個人銀行が名簿に出てきている。ロシア勢のイニシャティブで、露清銀行は同じパリバ由来のインドシナ銀行と、中国市場を分割しあうような競争を展開した。

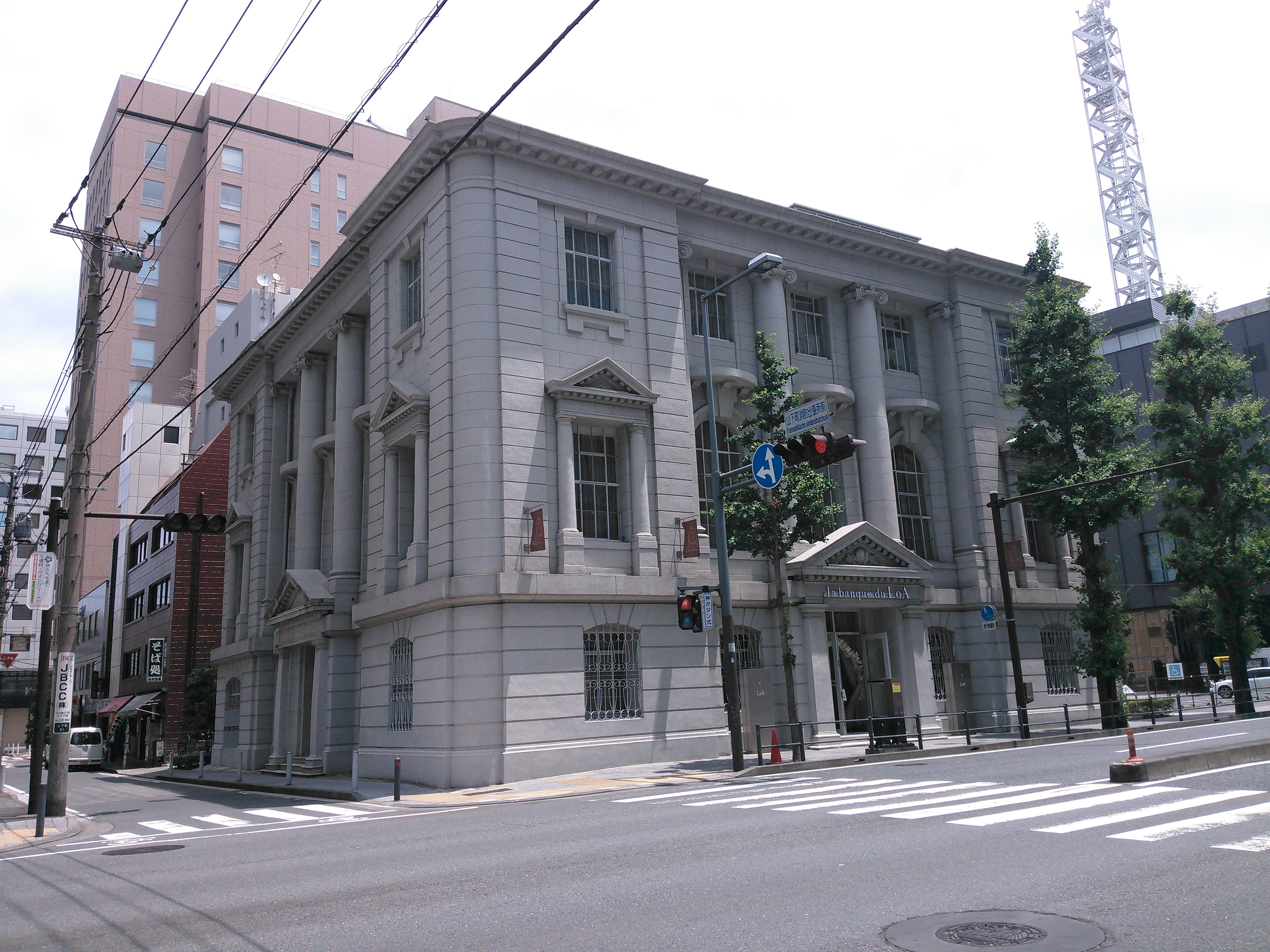
露清銀行横浜支店（現在は結婚式場ラ・バンク・ド・ロア）

露清銀行は長崎に続いて横浜と神戸に支店を開いた。資本は長崎5万円に対し横浜・神戸がそれぞれ20万円であった。1904年2月上旬、日露戦争の開戦で日本の全支店を閉鎖。翌年12月に横浜支店再開。1920年に神戸支店再開。長崎はついに再開せず。長崎ではホーム・リンガー商会(Holme Ringer and Co.)へ代理店を委嘱。
オリエンタル・バンク張りの経営拡大を見せた露清銀行であったが、1903年に極東支店の放漫経営が視察により明らかとなっていた。日露戦争中も10％近い配当を出すほどの利益をあげたが、1907年恐慌に遭って経営危機に陥った。

## 露亜銀行
経営危機を自力で切り抜けることができなかった露清銀行は、他行との合併により打開しようとした。
まず、シベリア商業銀行との合併が検討された。これは最終的に実現しなかった。1909年のシベリア商業銀行頭取は同行創設者の息子であったが、以前に露清銀行で会計係を務めていた。露清銀行はコネクションを頼ろうとしていた。
シベリア商業銀行は1872年6月に資本金240万ルーブルでエカチェリンブルクに設立され、増資を繰りかえして1909年1月には1000万ルーブルとなった。新株のプレミアムが充当された積立金は500万ルーブルもあり、さらに特別積立金が130万ルーブルあった。主要株主はドイツ銀行であり、議決権はドイツのユダヤ資本が握っていた。
1909年10月にシベリア商業銀行との合併案は決裂に終わった。翌月から北方銀行Banque de Nord, ロシア語でいうСеверный банк との合併が検討されるようになった。北方商業銀行におけるコネクションは、設立時に経営委員会席の多数をロシア人が占めるものの、役員会はソシエテ・ジェネラルの支配下にあった。
北方銀行はソシエテ・ジェネラルのロシア子会社である。1901年9月18日に資本金500万ルーブルでサンクトペテルブルクに設立された。パリバとパリ連合銀行の協力も得て1906年に資本金を倍増させたが、同年から露ウェスティングハウスによるサンクトペテルブルク市電の敷設をファイナンスした。そして1909年までに49もの支店を次の地域に展開した。サンクトペテルブルク周辺の他、南から順に現在でいうところのウズベキスタン、アゼルバイジャン、ジョージア、モルドバ、ウクライナ、ベラルーシ、リトアニア、ラトビア。
1910年8月、北方銀行と合併して露亜銀行（ロシア語: Русско-Азиатский банк）となった。役員は席を露仏でほぼ半数ずつ分け合ったが、重要ポストはやはりフランス勢が占めた。そして、ロシア軍事産業の基幹部を次々と支配下においた。また、顧客にバクー油田の石油会社やシベリアの金鉱山会社などを持つ他、裾野が広い営業を展開した。1911年にレンスキー金鉱山会社の株式を購入し、元々経営に参加していたギンツブルク商会とシンジケートを組んで株式を分割した。後に露亜銀行はペテルブルク国際銀行とレンスキーの経営を掌握した。
やがてロシア革命により支店が整理統合された。1917年12月の法令で露亜銀行は2ヶ月ほどかけて国立銀行に編入された。ペテルブルク国際銀行も同様である。露亜銀行資本金の3/4を保有するフランス資本は死に物狂いになった。まず義和団事件の賠償金がボリシェビキに渡らぬよう中華民国に弁済を要請した。他には次を例とする権益を守らなくてはならなかった。中国の関税収入を協定により香港上海銀行と露亜1対香上2で分け合うもの、そして1916年に契約したハルビン-ブラゴヴェシチェンスク間鉄道の敷設経営借款引き受けといったものである。シベリア出兵と並行して銀行経営が分裂し、結果としてパリ支店が本店に格上げされた。
1924年9月22日、張作霖がソ連と協定したので、露亜銀行が決めていた東清鉄道の経営陣がソ連政府の派遣したメンバーにそっくり変わった。これをきっかけに満州支店で取り付け騒ぎとなり、年明けに資金は枯渇した。もはや銀行をフランス資本に取り戻すことは困難となり、フランス人役員はロシア人に席を譲るようになった。
1926年9月26日パリの外為市場で500万ポンドの損失を出して、2日後に露亜銀行は清算された。